# Leucochrysa (Nodita) cortesi
Leucochrysa (Nodita) cortesi is een insect uit de familie van de gaasvliegen (Chrysopidae), die tot de orde netvleugeligen (Neuroptera) behoort. 
Leucochrysa (Nodita) cortesi is voor het eerst wetenschappelijk beschreven door Navás in 1913.